# 契丹人
契丹（契丹小字：𘱿𘱤），古代活躍於蒙古高原東南部和滿洲平原的游牧民族，原始蒙古遊牧民的分支後裔，居住在今中国东北地區及蒙古国东部，採取半農半牧生活，語言屬蒙古語系，但受通古斯語系強烈影響。而目前居住中國東北的達斡爾族可認定為契丹人直系後裔的理論，始于乾隆时期《钦定辽史语解》中将達斡爾与大贺氏混同，并不十分严谨；部分吉尔吉斯人也和契丹有基因上的联系或为直系后裔。
契丹先祖源自東胡，曾經隸屬於匈奴，後成為鮮卑的一部份，與鮮卑宇文部、庫莫奚同源，曾臣屬慕容部，後臣屬鮮卑拓跋部。古契丹有八部：悉萬丹部、何大何部、伏弗鬱部、羽陵部、日連部、匹絜部、黎部、吐六於部。涅里是遼的始祖。契丹人有三年選一次夷里堇（類似於契丹族之統領）的習慣，早期夷里堇都在大贺氏家族中产生，中期在遥辇氏中产生，最后由契丹迭剌部耶律氏族的夷里堇耶律阿保机破坏了传统的贵族选举制度，仿效汉人，建立起世袭的中央集权专制的契丹。
根据其自称，先祖傳說有源自炎帝或黃帝之後兩種說法，据遼朝大臣耶律儼《皇朝實錄》所稱契丹為黃帝之後。《遼史·太祖紀贊》和《世表序》主張契丹為炎帝之後。近年在雲南發現的契丹遺裔，保存有一部修於明代的《施甸長官司族譜》，卷首附一首七言詩，詩曰：“遼之先祖始炎帝……”。這些契丹人認可契丹為炎帝苗裔的說法。回紇人亡國時，大批回紇人逃入契丹，因此有契丹半回紇的說法。遼太祖耶律阿保機的皇后述律平就出于回紇述律氏，遼朝滅亡后，金元之时，耶律氏改称移剌氏，契丹萧姓改称石抹氏。后代多融入汉族、蒙古族與滿族。

## 词源

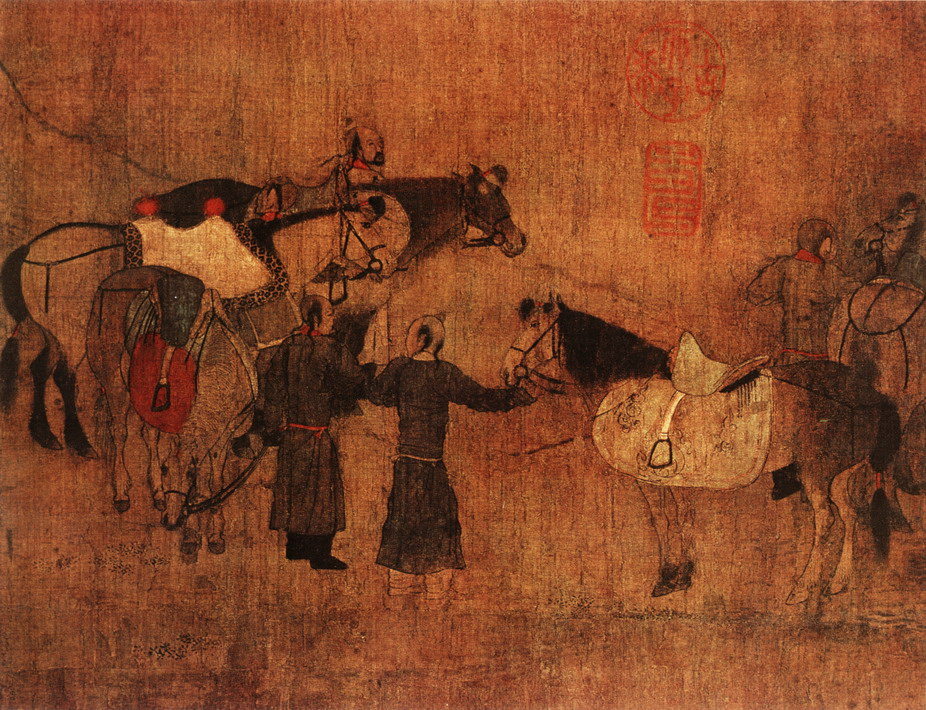
遼代胡瓌所繪《卓歇图》（局部），敘述匈奴的单于、阏氏和他部下（实际按照契丹可汗的生活描绘）於出猎后圍地饮宴的情况

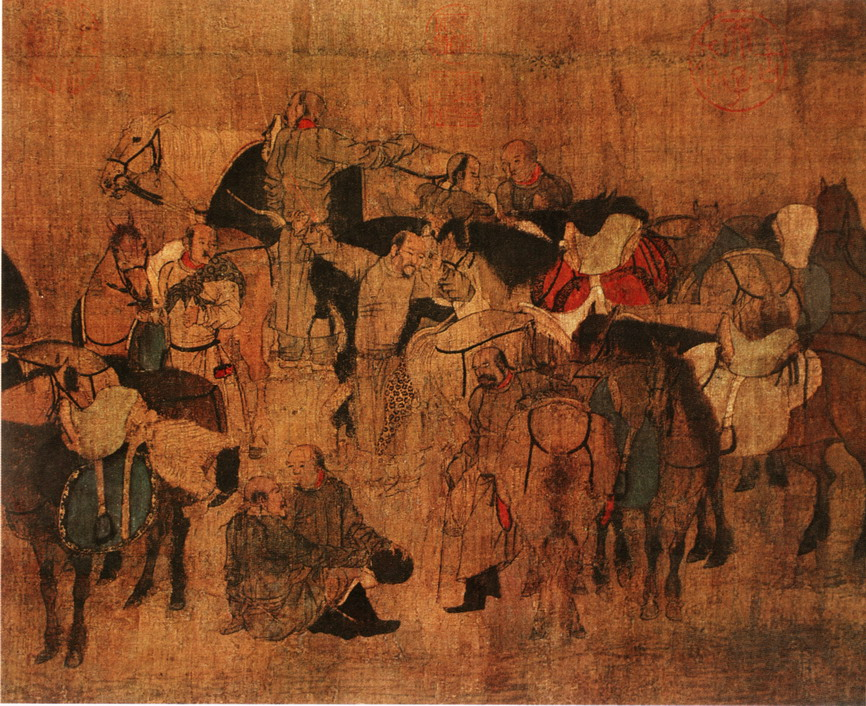
遼代胡瓌所繪《卓歇图》（局部）

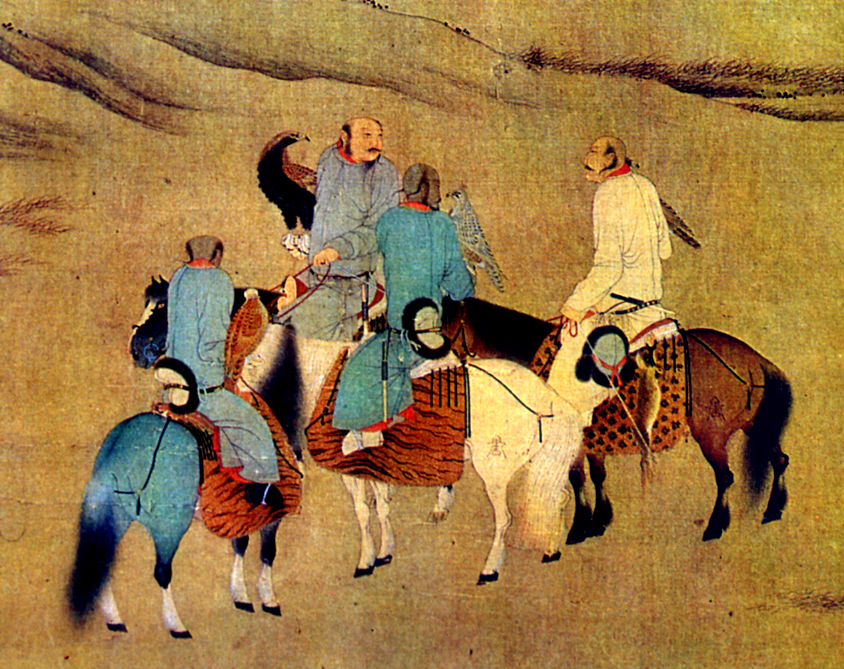
遼代胡瓌描繪的契丹人《出獵圖》

“契丹”一词最早见于《魏书·契丹传》，但對於契丹這個名稱的來源，學者還未達成一致意見。趙振績在《契丹源流考》中認為，契丹之名起源於鮮卑，為居於鮮卑之人的意思。
《金史·太祖本纪》记载“契丹”是镔铁之意，日本人白鸟库吉认为“契丹”与通古斯语族和蒙古语族中的“小刀”（K'-ɔtɔ, gɔtɔgɔ）一词类似，“契丹”可能是刀剑之意。这种说法也是史学界最为认可的说法。但是有学者认为契丹语称铁为“曷术”，从发音上与“契丹”或者通古斯语族和蒙古语族中的“小刀”一词发音相差很大，而且“契丹”二字各为一词。
另一种观点认为“契丹”的“契”可能与契丹始祖奇首可汗有关；“丹”相当于波斯语中的“斯坦”，表示所在地之意。“契丹”也就是“奇首可汗的领地”的意思。但是反对此说者认为西域语和契丹语不同，“丹”和“斯坦”的发音不一样；而“契”与“奇”古音义不同，“奇首”很难简化为“契”。
也有认为“契丹”来自于部落酋长的名号，契丹人中常见的一些姓氏如悉独官，逸豆归等去掉词尾读音与突厥语的“契丹”（x'itai）和蒙古语中“契丹”的读音乞塔、契塔特相近，而语尾的“归”有尊称长者之意。反对者则指出“归”在鲜卑语中是形容词的构词成分，表示弱意，读作xui或gui，并无长老之意。悉独官，逸豆归是一个词，而契丹则是两个词。反对者提出，“契丹”是k'eiduan的音译，意为“大中”，鲜卑当年分为中东西三部，晋朝以后，“段”部落统治中部地区。“段”的读音与k'eiduan中的duan吻合，意思为“中”。在“段”前冠以“大”字，而称“契丹”。
日本學者愛宕松男认为“契”与“奚”相近，“丹”即“东”，契丹在奚的东面，所以叫做“契丹”，也就是“奚东”之意。《魏书·契丹传》中所称“契丹在库莫奚以东”，“库莫奚”即蒙古语“沙子”之意，因此“奚东”就是沙子以东之意。也有人推测契丹人所居之地为辽河地区，而《契丹国志·族姓原始》中说契丹“以本无姓氏，惟各以所居地名呼之”，因此“契丹”可能是“水草丰美”之意。

## 民族起源
学术界考证契丹的起源，有30余种说法。《晋书》称契丹为轲比能之后。《契丹国志》引用白马青牛传说，指契丹为白马青牛仙人之后，发源于木叶山；更早以前的传说，又指契丹始祖为奇首可汗，发源于都庵山。后来的元朝人修订《辽史》时，将两则不同的传说混为一谈。
契丹早期历史以神话传说为主。一种说法契丹源于東胡後裔鮮卑的柔然部。柔然部戰敗於鮮卑拓跋氏的北魏。其中北柔然退到外興安嶺一帶，成為蒙古人的祖先室韋。而南柔然避居今內蒙古的西拉木倫河以南、老哈河以北地區，以聚族分部的組織形式過著遊牧和漁獵的氏族社會生活。另一個說法則認為契丹源自宇文部鮮卑。
根据《金史》记载，契丹以原意為鑌鐵的“契丹”一詞作為民族稱號，來象徵契丹人頑強的意志和堅不可摧的民族精神。他们的语言属蒙古語系（或阿爾泰語系假说），但受到通古斯語的強烈影響。歷史文獻最早記載契丹族開始於405年，553年的北齊時期，高洋曾大破契丹。另一说他们与庫莫奚是宇文部。

## 語言
現代語言學家認為契丹語屬於蒙古語系，與現代蒙古語同源於古代蒙古語。

## 民族文化
契丹人的衣食住行、風俗習慣與漢人不同。契丹人髡发，服裝通常為長袍左衽，圓領窄袖，褲腳放靴筒內。女人袍內著裙，亦穿長筒皮靴。腰外系蹀躞帶，上掛金玉、水晶和琥珀等飾件，還有隨時可用的火石、筷子、餐具刀等。契丹人無論男女皆髡髮。男子在兩鬢各留一綹頭髮，別處的頭髮全剃光。婦女僅剃沿前額邊的頭髮。
契丹人住所為氈帳，皇帝的御帳稱為捺缽。辽朝契丹人只有皇族帐和后族帐的人才有姓，两帐之外的其他契丹人是没有姓的。契丹贵族只有“耶律”和“蕭”兩個姓氏，由於耶律阿保機本人嚮往蕭何輔助劉邦的典故，將拔里氏、乙室氏賜姓蕭氏，同時耶律氏又稱劉氏。耶律德光將述律氏賜姓蕭氏。此外依附契丹的奚也姓萧。
“耶律”和“蕭”二姓互為婚姻，婚俗特點是同姓不婚，娶親不論輩分，異姓近親结婚、離婚和再嫁均不受限制。早期尚有姐亡妹續，近親结婚的習慣。
根据辽金史学家刘浦江等人的研究，契丹人与蒙古人名类似，采用父子连名制，包括乳名（辽代汉文文献称“小字”）和第二名（汉文称“字”），全称时则第二名在前，乳名在后。
契丹貴族盛行厚葬，遼陳國公主與駙馬墓是迄今為止發現的保存最完整、出土文物最豐富的契丹大貴族墓葬，出土的兩套有金花銀枕、鎏金銀冠、金面具、銀絲網絡、金花銀靴組成的殯葬服飾，完整的體現了貴族的殯葬習俗。耶律羽之墓室豪華富麗，天下奇珍瑰寶盡匯其中。

## 後裔
契丹人大多融入其他中國北方的民族，如漢族、蒙古族、滿族等。在中亞，哈薩克人的中玉茲乃蠻部有契丹遺民，吉爾吉斯人也有契丹（哈剌契丹）部落；在北高加索的諾蓋人和烏拉爾山一帶的巴什基爾人中也融入了契丹人，在欽察部中契丹欽察與托里欽察是契丹與當地人的後裔。
據DNA鑑定，目前中國的達斡爾族很可能是契丹大賀氏的後裔。另外在中國雲南被稱為“本人”的族群，根據家譜記載，是隨蒙古軍隊出征而留在當地的契丹後裔。成吉思汗曾經把一批契丹人趕入高麗，朝鮮半島北部曾經叫契丹場。乌梁海有部分人來自契丹。而現代DNA通過分析古代契丹女屍與現代達斡爾、鄂溫克、蒙古族和漢族等人群的血樣比較後，得出達斡爾族與契丹有最接近的遺傳關係，為契丹人後裔。

## 契丹作為中國的別稱
由于金帐汗国自13世纪至15世纪长期是欧洲的霸主，而蒙古人称中国北方为契丹，后该词泛指中国，欧洲人深感金帐汗国的强大，所以在此期间兴起的斯拉夫语族和突厥语族诸民族均以契丹为中原政权的代名词。现在仍有十几个国家将中国称为“契丹”：斯拉夫语国家（俄罗斯、乌克兰、保加利亚等）称中国为（音：Kitai）；突厥语国家（中亚各国）称中国为“Kaitay”、“Kathay”、“Hatay”、“Katay”；西亚国家（伊朗、阿富汗、伊拉克等）称中国为“Katay”、“Khatay”。
在俄語、古葡萄牙語、古西班牙語，以及中古英語中，整個中國均被稱為“契丹”。在俄語中，中國被稱為「Китай」（發音：Kitai）。突厥人說中國時，不論漢人還是契丹，一律使用「黑塔伊」一词。
英語中也有用的雅稱來表示中國的情況，而最為人熟悉的使用例子是中文名為國泰航空的。
清代震鈞所著的《天咫偶聞》【卷二•南城】中引述乾隆年間蒙族文人博明的《西斎偶得》：“蒙古呼中國爲‘契塔特’，西洋呼中國爲‘吉代’，皆‘契丹’之轉音也”。

## 历史领袖

### 松漠都督府都督
| 可汗号              | 姓名                | 在位時間        |
| ------------------- | ------------------- | --------------- |
|                     | 咄罗                | 619年—623年以后 |
|                     | 大贺摩会            | 628年左右       |
| 唐朝 松漠都督府都督 |                     |                 |
|                     | 窟哥                | 648年—656年左右 |
|                     | 阿卜固              | ？—660年        |
| 无上可汗            | 李尽忠 （李尽灭）   | 660年—696年     |
| 松漠郡王            | 孙万荣 （孙万斩）   | 696年—697年     |
|                     | 李失活              | ？—718年        |
|                     | 李娑固              | 718年—720年     |
|                     | 李郁干              | 720年—723年     |
|                     | 李咄干              | 723年—725年     |
| 广化郡王            | 李邵固              | 725年—730年     |
| 洼可汗              | 遥辇屈列            | 730年—734年     |
| 北平郡王            | 李过折              | 734年—735年     |
| 阻午可汗            | 遥辇俎里 （李怀秀） | 735年—745年以后 |
| 胡剌可汗            | 遥辇楷落            | 746年—755年以后 |
| 苏可汗              |                     | 8世纪末         |
| 鲜质可汗            | 遥辇习之            | 9世纪初         |
| 昭古可汗            |                     | 830年代左右     |
| 耶澜可汗            | 遥辇屈戍            | 840年代左右     |
| 巴剌可汗            | 遥辇習爾之          | 860年代左右     |
| 痕德堇可汗          | 遥辇钦德            | ？—906年        |

### 辽朝（契丹）君主列表
| 契丹與遼 907年－1125年 | 契丹與遼 907年－1125年                          | 契丹與遼 907年－1125年 | 契丹與遼 907年－1125年 | 契丹與遼 907年－1125年 | 契丹與遼 907年－1125年 | 契丹與遼 907年－1125年                                                                                      |
| 庙号                   | 谥号                                            | 漢名                   | 契丹名                 | 常用名稱               | 在位時間               | 年号 |
| ---------------------- | ----------------------------------------------- | ---------------------- | ---------------------- | ---------------------- | ---------------------- | --- |
| 太祖                   | 大聖大明神烈天皇帝                              | 億                     | 阿保機                 | 耶律阿保机             | 916年－926年七月       | 神册 916年二月－922年正月 天赞 922年二月－926年二月 天顯 926年二月                                          |
| 義宗 （世宗追崇）      | 讓國皇帝 （世宗追崇） 文獻欽義皇帝 （世宗追崇） | 倍                     | 圖欲                   | 耶律倍                 |                        | |
| －                     | 淳欽皇后                                        | 平                     | 月里朵                 | 述律平                 | 926年七月－927年十一月 | 天顯 926年－927年                                                                                           |
| 太宗                   | 孝武惠文皇帝                                    | 德光                   | 堯骨                   | 耶律德光               | 926年十一月－947年四月 | 天顯 927年－938年十一月 會同 938年－947年正月 大同 947年二月－九月                                          |
| 世宗                   | 孝和莊憲皇帝                                    | 阮                     | 兀欲                   | 耶律阮                 | 947年四月－951年九月   | 天祿 947年九月－951年九月                                                                                   |
| 穆宗                   | 孝安敬正皇帝                                    | 璟/明                  | 述律                   | 耶律璟                 | 951年九月－969年二月   | 應曆 951年九月－969年二月                                                                                   |
| 景宗                   | 孝成康靖皇帝                                    | 賢                     | 明扆                   | 耶律賢                 | 969年二月－982年九月   | 保寧 969年二月－979年十一月 乾亨 979年十一月－983年六月                                                     |
| 聖宗                   | 文武大孝宣皇帝                                  | 隆緒                   | 文殊奴                 | 耶律隆緒               | 982年九月－1031年六月  | 統和 983年六月－1012年閏十月 開泰 1012年十一月－1021年十一月 太平 1021年十一月－1031年六月                  |
| 興宗                   | 神聖孝章皇帝                                    | 宗真                   | 只骨                   | 耶律宗真               | 1031年六月－1055年八月 | 景福 1031年六月－1032年十一月 重熙 1032年十一月－1055年八月                                                 |
| 道宗                   | 仁聖大孝文皇帝                                  | 洪基/弘基              | 查剌                   | 耶律洪基               | 1055年八月－1101年正月 | 清宁 1055年八月－1064年 咸雍 1065年－1074年 大康 1075年－1084年 大安 1085年－1094年 壽昌 1095年－1101年正月 |
| －                     | －                                              | 延禧                   | 阿果                   | 耶律延禧               | 1101年二月－1125年二月 | 乾統 1101年二月－1110年 天慶 1111年－1120年 保大 1121年－1125年                                             |
| 北遼 1122年            |                                                 |                        |                        |                        |                        | |
| 廟號                   | 諡號                                            | 漢名                   | 契丹名                 | 常用名稱               | 在位時間               | 年號 |
| 宣宗                   | 孝章皇帝                                        | 淳                     | 涅里                   | 耶律淳                 | 1122年三月－六月       | 建福 1122年三月－六月                                                                                       |
| －                     | －                                              | －                     | 普賢女                 | 蕭普賢女               | 1122年六月－十二月     | 德興 1122年六月－十二月                                                                                     |
| 西北遼 1123年          |                                                 |                        |                        |                        |                        | |
| 廟號                   | 諡號                                            | 漢名                   | 契丹名                 | 常用名稱               | 在位時間               | 年號 |
| －                     | －                                              | －                     | 雅里                   | 耶律雅里               | 1123年五月－十月       | 神曆 1123年五月－十月                                                                                       |
| －                     | －                                              | －                     | 朮烈                   | 耶律朮烈               | 1123年十月－十一月     | － |
| 西辽 1132年－1218年    |                                                 |                        |                        |                        |                        | |
| 廟號                   | 諡號                                            | 漢名                   | 契丹名                 | 常用名稱               | 在位時間               | 年號 |
| 德宗                   | 天祐武烈皇帝                                    | －                     | 大石                   | 耶律大石               | 1132年二月－1143年     | 延慶 1132年二月－1134年 康國 1134年－1143年                                                                 |
| －                     | 感天皇后（稱制）                                | －                     | 塔不煙                 | 蕭塔不煙               | 1144年－1150年         | 咸清 1144年－1150年                                                                                         |
| 仁宗                   | －                                              | －                     | 夷列                   | 耶律夷列               | 1151年－1163年         | 紹興 1151年－1163年                                                                                         |
| －                     | 承天太后（稱制）                                | －                     | 普速完                 | 耶律普速完             | 1164年－1178年         | 崇福 1164年－1178年                                                                                         |
| －                     | （史稱末帝）                                    | －                     | 直魯古                 | 耶律直魯古             | 1179年－1211年         | 天喜 1179年－1211年                                                                                         |
| －                     | －                                              | －                     | －                     | 屈出律                 | 1211年－1218年         | － |

## 延伸阅读
[在维基数据编辑]
 《欽定古今圖書集成·方輿彙編·邊裔典·契丹部》，出自陈梦雷《古今圖書集成》
 《魏書/卷100》，出自魏收《魏书》
 《北史·卷094》，出自李延壽《北史》
 《隋書/卷84》，出自魏徵《隋书》
 《舊唐書·卷199下》，出自刘昫《舊唐書》
 《新唐書·卷219》，出自《新唐書》

## 研究書目
- 島田正郎 著，何天明 译：《大契丹國：遼代社會史研究》（呼和浩特：內蒙古人民出版社，2007）。
- 傅樂煥 著：《遼史叢考》（北京：中華書局，1984）。
- 愛宕松男 著，邢復禮 譯：《契丹古代史研究》（呼和浩特：內蒙古人民出版社，1988）。
- Thomas Barfield 著，袁劍 譯：《危險的邊疆：游牧帝國與中國》（南京：江蘇人民出版社，2011）。
- 森安孝夫：〈从渤海到契丹——征服王朝的成立 （页面存档备份，存于）〉。